# John DeSantis
Pour les articles homonymes, voir De Santis.
John DeSantis est un acteur canadien né le 13 novembre 1973 à Nanaimo, au Canada.

## Filmographie

### Cinéma
- 1999 : Le 13e Guerrier (The 13th Warrior) : Ragnar the Dour
- 2001 : 13 fantômes (Thir13en Ghosts) : Breaker Mahoney, The Juggernaut
- 2002 : Ecks contre Sever : Affrontement mortel (Ballistic: Ecks vs. Sever) : Bus Guard #2
- 2003 : Master and Commander : De l'autre côté du monde (Master and Commander: The Far Side of the World) : Padeen, Loblolly Boy
- 2005 : The Long Weekend : Cellmate
- 2005 : Barbie et le Cheval magique (vidéo) : Ollie the Giant (voix)
- 2006 : Little Man : Bruno
- 2009 : The Hole : Monster Dad
- 2015 : Le Septième fils : Tusk
- 2016 : Viking : Berserk
- 2023 : Peter Pan et Wendy : Bill Jukes

### Télévision

#### Séries télévisées
- 1998 : La Nouvelle Famille Addams (The New Addams Family) : Lurch
- 2005 : Les Maîtres de l'horreur : La survivante (épisode pilote)  : « Moonface »
- 2007 : Supernatural : Everybody Hates Hitler (saison 8 épisode 13)  : le Golem
- 2008 : Supernatural : Ghostfacers (saison 3 épisode 13) : Freeman Daggett
- 2017 : Supernatural (saison 12 épisode 18) : Moloch
- 2017-2019 : Les Désastreuses Aventures des orphelins Baudelaire : L'Homme-Chauve

#### Téléfilms
- 2001 : L'Odyssée fantastique (Voyage of the Unicorn) : Cratch
- 2002 : La Reine des neiges (Snow Queen) : Satan
- 2004 : Behind the Camera: The Unauthorized Story of 'Charlie's Angels' : Bigfoot
- 2004 : La Prophétie du sorcier : Kargide Soldier #1
- 2005 : Bloodsuckers : Blekah

## Anecdotes
- Il mesure 2,06 m.